# Chrysina cusuquensis
Chrysina cusuquensis är en skalbaggsart som beskrevs av Daniel J. Curoe 1993. Chrysina cusuquensis ingår i släktet Chrysina och familjen Rutelidae. Inga underarter finns listade i Catalogue of Life.